# Echidna polyzona
Echidna polyzona es una especie de pez de la familia de los morénidas en el orden de los Anguilliformes.

## Morfología
Los machos pueden llegar a alcanzar los 70 cm de longitud total.

## Distribución geográfica
Se encuentra desde el Mar Rojo y el África Oriental hasta Hawái, las Islas Marquesas, las Tuamotu, las Islas Ryukyu y la Gran Barrera de Coral.